# Стефан Печерский
Стефан (ок. 1040—1094) — преподобный Русской православной церкви; епископ Владимиро-Волынской епархии.

## Биография
Родился около 1040 года. С юных лет он подвизался в Киево-Печерском монастыре (позднее лавре) под надзором преподобного Феодосия и был любимым его учеником. Стефан занимал должность доместика (начальника хора) и часто поучал братию по поручению отца Феодосия.
В 1074 году настоятель Киево-Печерской обители Феодосий по просьбе монастырской братии перед своею смертью поставил Стефана игуменом Киево-Печерского монастыря, наказав ему свято хранить монастырской устав и докончить постройку уже заложенного большого храма. Стефан закончил вчерне постройку храма, перенёс на новые места, ближе к храму, братские кельи, построил вокруг нового монастыря деревянную стену и устроил обширный двор для странноприимных.
В 1078 году, пробыв руководителем Киево-Печерского монастыря около трёх лет, по неизвестным причинам Стефан Печерский по требованию монахов вынужден был сложить с себя руководство монастырём и даже удалиться из обители, не успев окончить завещанную постройку. Он молился за людей, устроивших смуту, словами своего соименника — первомученика: «Господи, не постави им греха сего!».
Вскоре он основал новый Кловский монастырь, на другом отроге Печерской горы, в урочище, называемом Клов. Щедрые пожертвования позволили быстро обустроить новый монастырь (в 1240 году обитель была разрушена ордами хана Батыя).
Около 1090 года Стефан Печерский был поставлен во епископа Владимиро-Волынского и присутствовал в новом сане при перенесении мощей своего учителя преподобного Феодосия в монастырь.
Стефан Печерский скончался 27 апреля 1094 года. Память преподобного Стефана чтится 27 апреля и в Соборах Галицких (в третью неделю по Пятидесятнице) и Киевских (15 июля) святых.